# Bent Roland Hansen
Bent Roland Hansen (6. juli 1948 - 21. oktober 2011) var en dansk ishockeymålmand.
Bent Roland Hansen spillede næsten hele sin karriere for Gladsaxe Skøjteløber-Forening, med hvem han vandt Danmarksmesterskabet i ishockey fem gange fra 1967 til 1975. I 1972 skiftede han sammen med Jesper Hviid til Allsvenskan-klubben Gislaveds SK, hvor han spillede en enkelt sæson, men på den tid var det ikke almindeligt med danske spillere i svensk ishockey.
Han fik VM-debut på seniorlandsholdet som 17-årig, blot tre år efter at han var begyndt at spille ishockey, og han blev den første dansker, der opnåede 100 landskampe.
Gladsaxe-målmanden blev kåret til årets spiller to gange: i sæsonerne 1968-69 og 1974-75. Da B.T. i 2006 kårede alletiders danske landshold, blev Bent Roland Hansen valgt som målmand foran kapaciteter som George Galbraith, Jan "Sild" Jensen og Peter Hirsch.
I 2016 blev Bent Roland Hansen optaget i Danmarks Ishockey Unions Hall of Fame.